# داستان اسباب‌بازی ۴
داستان اسباب‌بازی ۴ (به انگلیسی: Toy Story 4) یک پویانمایی آمریکایی در ژانر کمدی به کارگردانی جاش کولی است که در سال ۲۰۱۹ منتشر شد. داستان اسباب‌بازی ۴ دنباله‌ای بر داستان اسباب‌بازی ۳ است و فیلم‌نامه آن توسط اندرو استنتون و استفانی فولسوم بر اساس داستانی از جان لستر و رشیدا جونز نوشته شده و در مجموع چهارمین قسمت از فرنچایز داستان اسباب‌بازی است، همچنین این نخستین تجربه کولی در کارگردانی یک فیلم بلند محسوب می‌شود. داستان اسباب‌بازی ۴ توسط کمپانی پیکسار ساخته شده و والت دیزنی پیکچرز مسئولیت اکران آن را برعهده دارد. تام هنکس، تیم آلن، دان ریکلس، لاری میت کالف، جون کیوسک و کریستین شال همه به عنوان صداپیشه‌های قسمت‌های قبل در اینجا نیز نقش خود را تکرار کرده و جوردن پیل، پاتریشا آرکت، کریستینا هندریکس، کیانو ریوز و لوری آلن به عنوان صداپیشه‌های جدید به گروه اضافه شده‌اند.
داستان بر روی اسباب‌بازی‌ها، وودی، باز لایتیر و دوستان آن‌ها پس از آن که مالک سابق آن‌ها، اندی آن‌ها را به دختر بچه، بانی تحویل می‌دهد تمرکز دارد که بعد از برخورد با یک قاش‌چنگ اسباب‌بازی به نام فورکی وارد یک سفر ماجراجویی دیگر می‌شوند. سازندگان فیلم، آن را به دان ریکلس، صداپیشه شخصیت آقای سیب‌زمینی در این مجموعه که در سال ۲۰۱۷ درگذشت تقدیم کردند.
فرش قرمز داستان اسباب‌بازی ۴ در تاریخ ۱۱ ژوئن ۲۰۱۹ در لس آنجلس برگزار شد. فیلم اکران خود را به صورت آی‌مکس، سه‌بُعدی و دالبی سینما از تاریخ ۲۱ ژوئن ۲۰۱۹ آغاز کرد. داستان اسباب‌بازی ۴ با واکنش بسیار مثبتی از سوی منتقدان همراه بود و در زمینه داستان، کمدی، لحظات احساسی، انیمیشن و کار صداپیشگان مورد تحسین قرار گرفت. فیلم با بودجه‌ای ۲۰۰ میلیون دلاری ساخته شد و ۱ میلیارد دلار در سراسر جهان فروش کرد که آن را به هشتمین فیلم پرفروش سال ۲۰۱۹، نهمین انیمیشن پرفروش تاریخ و ۲۳امین فیلم پرفروش تاریخ سینما تبدیل می‌کند.
در نود و دومین دوره جوایز اسکار، فیلم در دو رشته از جمله جایزه اسکار بهترین ترانه نامزد دریافت جایزه اسکار بود که در نهایت جایزه اسکار بهترین فیلم پویانمایی را به خود اختصاص داد. این دومین قسمت از مجموعه داستان اسباب‌بازی است که برنده جایزه اسکار می‌شود.

## داستان
وقایع داستان اسباب‌بازی ۴ چند سال بعد از اینکه اندی، اسباب بازی‌های خود را به بانی داد، اتفاق می‌افتد. هنگامی که بانی در «کارگاه هنر و مهارت» یک اسباب بازی جدید به نام فورکی که یک قاش‌چنگ است می‌سازد، وودی، باز و دیگر اسباب بازی‌ها با مشکل جدیدی روبرو می‌شوند. فورکی با یک بحران وجودی مواجه شده و درک درستی از اسباب بازی بودن ندارد. او گمان می‌کند یک زباله است؛ به همین خاطر، بقیه به او کمک می‌کنند تا یاد بگیرد چگونه یک اسباب بازی باشد. اما هنگامی که بانی و خانواده‌اش راهی یک سفر جاده‌ای می‌شوند، فورکی فرار کرده و وودی تلاش می‌کند که او را نجات دهد. این موضوع باعث می‌شود که وودی و فورکی در نزدیکی یک شهر کوچک از بقیه اسباب بازی‌ها جدا شوند. همزمان با اینکه باز و دیگر اسباب بازی‌ها تلاش می‌کنند که آن‌ها را پیدا کنند، وودی و فورکی در مغازه عتیقه فروشی این شهر کوچک با بو پیپ (خاتون) برخورد می‌کند. طولی نمی‌کشد که بو پیپ چشم‌انداز جدیدی را در مورد واقعیت اسباب بازی بودن به وودی می‌دهد.

## صداپیشگان
- تام هنکس
- تیم آلن
- آنی پاتس
- تونی هیل
- کیگان-مایکل کی
- کریستینا هندریکس
- کیانو ریوز
- جوردن پیل
- جون کیوسک
- دان ریکلس
- والاس شاون
- جان راتزنبرگر
- استل هریس
- جودی بنسون
- جی هرناندس

## آینده
'داستان اسباب‌بازی ۴ آخرین قسمت رسمی از این مجموعه است. با این حال در مه ۲۰۱۹، تهیه‌کننده فیلم، مارک نیسلن در مصاحبه‌ای اعلام کرد که در آینده امکان ساخت دنبالهٔ داستان اسباب‌بازی توسط پیکسار وجود دارد. همچنین تولید چند اسپین‌آف از جمله یک مینی‌سریال ده قسمتی بر مبنای شخصیت فورکی توسط شبکهٔ دیزنی+ در دستور کار قرار گرفت. این مینی‌سریال در سال ۲۰۲۱ پخش شد.

## جوایز
- نود و دومین دوره جوایز اسکار

| قسمت                  | نامزد                              | نتیجه    |
| --------------------- | ---------------------------------- | -------- |
| بهترین فیلم پویانمایی | جاش کولی، یوناس ریورا و مارک نیلسن | برنده    |
| بهترین ترانه          | رندی نیومن                         | نامزدشده |

- هفتاد و هفتمین مراسم گلدن گلوب

| قسمت                | نامزد                              | نتیجه    |
| ------------------- | ---------------------------------- | -------- |
| بهترین فیلم انیمیشن | جاش کولی، یوناس ریورا و مارک نیلسن | نامزدشده |